# Arhivistică

Arhivistica este disciplina care are drept domeniu de investigație izvoarele scrise pe suporți friabili (ușor deteriorabili) și pe baza cărora se efectuează cercetări fundamentale și aplicative în vederea stabilirii soluțiilor optime de selecționare, ordonare, inventariere, conservare și valorificare a documentelor. Arhivistica, ca disciplină științifică, dar și ca activitate practică, presupune cunoașterea unor discipline conexe cum ar fi: epigrafie, bibliologie, paleografie, cronologie și altele.
Primele lucrări care tratează modul  de organizare al cancelariilor și registraturilor sunt: Johan Peter Zwengel „New Grosse Formular“, 1568; Iacob de Raemingen (Jacob von Rammingen) „Von der Registratur und jren Gebäwen und Regimenten“, 1571, însă arhivistica se fundamentează ca știință abia în secolul al XIX-lea când s-au formulat primele reguli cu privire la păstrarea și folosirea documentelor, atunci apărând și terminologia necesară. Despre Rammingen 
Arhivistica are trei ramuri principale:
- Arhivologia (Teorie arhivistică) - cercetează istoria arhivelor și a arhivisticii, istoria dreptului arhivistic, precum și istoria fondurilor arhivistice.
- Arhiveconomia - cercetează și stabilește condițiile optime de păstrare și conservare a documentelor.
- Arhivotehnica (Tehnica arhivistică) - se ocupă cu problemele științifice, juridice și practice ale creării, selecționării, organizării și valorificării documentelor.

## Conservarea
Conservarea are ca scop păstrarea într-o stare cât mai bună atât a documentelor propriu-zise, cât și a informațiilor legate de contextul acestora (unde, când și de ce au fost scrise, etc). Aceste informații au apoi rostul de a fi expuse publicului interesat.